# Тальятелле
Тальяте́лле (итал. tagliatelle от tagliare [тальяре], «резать»), также ошибочно таглиателле — классические итальянские макаронные изделия из региона Эмилия-Романья. Тальятелле — это типичная паста Болоньи, именно её подают с соусом болоньезе (итал. tagliatelle alla bolognese). Одна из разновидностей тальятелле — пиццокери.

## История
По легенде тальятелле были изобретены личным поваром Джованни II Бентивольо в 1487 году в Болонье. Повар приготовил тальятелле в честь свадьбы Лукреции д’Эсте с Аннибале II Бентивольо, сыном Джованни II, а вдохновили его светлые вьющиеся волосы Лукреции. Блюдо было названо Tagliolini di pasta e sugo, alla maniera di Zafiran (тальолини из теста с соусом по рецепту Зафирана) и подавалось на серебряных тарелках. С годами тальятелле стали популярны и у более бедных слоёв населения.

## Форма
Тальятелле — это тонкие и плоские полоски яичного теста шириной от 5 до 8 мм. В 1972 году Академия итальянской кухни и Орден Тортеллино официально зарегистрировали в Торгово-промышленной палате Болоньи рецепт приготовления тальятелле и их ширину — 8 мм (точнее, 7,92), которая должна составлять 1/12270-ю часть от высоты башни Азинелли (Torre degli Asinelli) — 97,2 м.

## Применение
Так как тальятелле обычно готовят самостоятельно из свежих ингредиентов, консистенция лапши получается шероховатой и пористой, что делает этот вид пасты особо пригодным для подачи с густыми соусами из говядины, телятины, свинины и иногда крольчатины. Помимо этого, существуют и другие варианты соусов, например, briciole e noci (с хлебными крошками и орехами), uovo e formaggio (с яйцом и сыром, разновидность карбонары) или просто pomodoro e basilico (с томатами и базиликом).